# Escape Plan
Escape Plan is een Amerikaanse thriller-actiefilm uit 2013 die geregisseerd werd door Mikael Håfström. Acteurs zijn onder meer Sylvester Stallone en Arnold Schwarzenegger.

## Verhaal
Ray Breslin is 's werelds meest vooraanstaande autoriteit op het gebied van structurele veiligheid. Na het analyseren van elke hoogbeveiligde gevangenis en een breed scala van overlevingsvaardigheden te leren, kan hij uit elke gevangenis ontsnappen. Zijn vaardigheden worden op de proef gesteld wanneer hij gevangen wordt in een gevangenis die door en voor hem is 'ontworpen'. Hij moet ontsnappen en degene vinden die hem achter de tralies zette.

## Rolverdeling
| Acteur                | Personage      |
| --------------------- | -------------- |
| Sylvester Stallone    | Ray Breslin    |
| Arnold Schwarzenegger | Rottmayer      |
| Jim Caviezel          | Hobbes         |
| Faran Tahir           | Javed          |
| Amy Ryan              | Abigail        |
| Sam Neill             | Dr. Kyrie      |
| Vincent D'Onofrio     | Lester Clark   |
| Vinnie Jones          | Drake          |
| Matt Gerald           | Roag           |
| 50 Cent               | Hush           |
| Caitriona Balfe       | Jessica Miller |